# Liste der Bodendenkmale in Südharz
In der Liste der Bodendenkmale in Südharz sind alle Bodendenkmale der Gemeinde Südharz und ihrer Ortsteile aufgelistet. Grundlage ist die Veröffentlichung der Landesdenkmalliste mit Stand vom 25. Februar 2016. Die Baudenkmale sind in der Liste der Kulturdenkmale in Südharz aufgeführt.
| Denkmal-ID | Fundart            | Ortsteil     | Bezeichnung                            | Zeitstellung          | Lage                                                                                  | Bemerkungen | Bild |
| ---------- | ------------------ | ------------ | -------------------------------------- | --------------------- | ------------------------------------------------------------------------------------- | --- | ---- |
| 428300407  | Wüstung            | Questenberg  | Wüstung „Hattendorf“                   | Mittelalter           | 0,8 km westlich vom Ort, beiderseits eines Baches, Wohnhügel, Kirchenruine ()         | leichte Anhöhe mit Ruinenrest |      |
| 428300454  |                    | Questenberg  | Klufthöhlen                            | Bronzezeit            | 0,5 km südöstlich vom Ort, am Eckteich, etwa fünf kleine Spalthöhlen ()               | An den angegebenen Koordinaten konnten keine Höhlen gefunden werden. Im Ort gibt es eine Questenhöhle?                                 |      |
| 428300452  | Befestigung > Burg | Questenberg  | Spornburg „Questenburg“                | Mittelalter           | nördlich über dem Ort, Gebäuteteile erhalten (Lage)                                   | Bergfried „Schlossberg“ |      |
| 428300451  | Befestigung > Burg | Questenberg  | Spornburg „Arnsberg“                   | Bronzezeit            | östlich über dem Ort (Lage)                                                           | nur noch zwei Wälle erhalten (etwa 50 cm hoch mit einer Länge von 120 m)                                                               |      |
| 428300450  | Befestigung > Burg | Questenberg  | Spornburg „Die Queste“                 | Vorrömische Eisenzeit | westlich über dem Ort (Lage)                                                          | Steiler Gipsfelsen mit einem Questebaum auf der höchsten Kuppe.                                                                        |      |
| 428300453  | Befestigung > Burg | Questenberg  | Spornburg „Klauskopf“ Wallburg         | Mittelalter           | 0,4 km nordwestlich vom Ort (Lage)                                                    | |      |
| 428300425  | Befestigung > Burg | Roßla        | Talrandburg „Thierburg“                | Mittelalter           | 0,8 km südlich vom Ort, Ruinenreste (Lage)                                            | Burghügel mit Graben und Ruinenreste befinden sich dort.                                                                               |      |
| 428300424  | Befestigung > Burg | Roßla-Forst  | Spornburg „Arnoldsberg“                | Mittelalter           | nördlich über dem Ort ()                                                              | viereckiger Wall erhalten, etwa 1–2 m hoch                                                                                             |      |
| 428300462  | Befestigung > Wall | Rottleberode | Langwall „Grasmühle“                   | Mittelalter           | 0,5 km westlich vom Ort (Lage)                                                        | Der Wall ist 2–3 m hoch. |      |
| 428300463  | Befestigung > Wall | Rottleberode | Langwall                               | Mittelalter           | östlicher Rand der Ortslage, Reste einer Dorfbefestigung (Lage)                       | Lücken sind neu bebaut. |      |
| 428300460  | Befestigung > Burg | Rottleberode | Wasserburg „Ravensburg“                | Mittelalter           | 1,0 km südlich vom Ort (Lage)                                                         | Das Denkmal ist nicht zugänglich, da es sich hinter einem Steinbruchgelände befindet.                                                  |      |
| 428300461  | Befestigung > Burg | Rottleberode | Spornburg „Graseburg“                  | Mittelalter           | 0,8 km westlich vom Ort, Ruinenreste, Westteil der Anlage liegt in Thüringen (Lage)   | Rechteckige Ruine und eine Mauer erhalten, mit Wall-Graben-System.                                                                     |      |
| 428300471  | Befestigung > Burg | Stolberg     | Spornburg „Klosterkopf“                | Mittelalter           | 0,8 km nördlich vom Ort (Lage)                                                        | Langer Sporn, an der höchsten Stelle liegen viele Steine, welche von der Befestigung stammen könnten.                                  |      |
| 428300433  |                    | Stolberg     | Kunstgraben „Silberhütter Kunstgraben“ | Neuzeit               | 2,7 km nordwestlich von HAYN, aufgedeichtes Teilstück des 25 km langen Grabens (Lage) | parallel zur Straße Auerberg–Neudorf, der Graben ist dicht zugewachsen                                                                 |      |
| 428300474  | Befestigung > Burg | Uftrungen    | Flacher Sporn                          | Mittelalter           | im Ort, neben der Kirche, durch Gutsbauten verändert (Lage)                           | Gelände ist überbaut, laut Besitzer befindet sich unter dem Grundstück ein großer Gewölbekeller, der zu der Burganlage gehören könnte. |      |
| 428300475  | Wüstung            | Uftrungen    | Wüstung „Bernecke“                     | Mittelalter           | 1,5 km südöstlich vom Ort, Kirchruine (Lage)                                          | Kirchenruine auf einem Hügel. |      |